# Estação Ploshchad Tukaia
Ploshchad Tukaia (em russo:  Площадь Тукая, em tártaro:  Тукай Мәйданы; nome oficial completo: Ploshchad Gabdully Tukaia, em russo:  Площадь Габдуллы Тукая) é uma das estações da linha Tsentralhnaia (Linha 1) do Metro de Cazã, na Rússia. A estação «Ploshchad Tukaia» está localizada entre as estações «Sukonnaia Sloboda» e «Kremliovskaia».